# Ferdinand Pachten
Ferdinand Pachten (* 6. April 1861 in Limburg an der Lahn; † 10. November 1944 in Brannenburg) war ein deutscher Rechtsanwalt und Notar in Frankfurt am Main.

## Leben
Pachten besuchte das Staatliche Gymnasium in Frankfurt am Main. Nach dem Abitur  studierte er an der Ruprecht-Karls-Universität Heidelberg, der Kaiser-Wilhelms-Universität Straßburg und der Friedrich-Wilhelms-Universität zu Berlin Rechtswissenschaft. Er wurde Mitglied des Corps Suevia Heidelberg (1880) und des Corps Palatia Straßburg (1881). 1883 legte er in Berlin das erste juristische Staatsexamen ab. An der Universität Jena wurde er im selben Jahr zum Dr. iur. promoviert. Von 1884 bis 1888 absolvierte er das Referendariat im Oberlandesgerichtsbezirk Frankfurt am Main. 1888 bestand er das Assessorexamen. 1889 wurde er Rechtsanwalt und 1920 Notar im Oberlandesgerichtsbezirk Frankfurt am Main.
Pachten war Aufsichtsratsmitglied verschiedener Aktiengesellschaften der deutschen Industrie, unter anderem der Collet & Engelhard Werkzeugmaschinenfabrik AG in Offenbach am Main. Er war von 1915 bis 1944 Vorsitzender des Vorstandes der Stiftung Carolinum, der Trägerin einer von Hannah Luise von Rothschild gegründeten Zahnklinik, die 1914 zur Zahnklinik der Königlichen Universität zu Frankfurt am Main wurde, der späteren Goethe-Universität. In dieser Funktion gehörte Pachten dem Großen Rat der Universität an, deren oberstem Selbstverwaltungsorgan, das 1933 unter nationalsozialistischer Herrschaft abgeschafft wurde. Pachten war darüber hinaus Vorstandsmitglied zahlreicher wohltätiger und gemeinnütziger Frankfurter Gesellschaften.

## Auszeichnungen
- Ernennung zum Justizrat